# Leichtes Blut
Leichtes Blut (Sang léger)  est une polka rapide de Johann Strauss fils (op. 319). Elle est créée le 10 mars 1867 au Volksgarten de Vienne.

## Remarques
La polka est écrite pour la revue de carnaval de 1867. Une revue de carnaval est un concert du premier dimanche de Carême, c'est-à-dire après la fin officielle du carnaval. Lors de cet événement, toutes les nouveautés musicales des frères Strauss, qui ont été créées et interprétées lors de la saison carnavalesque précédente, sont rejouées en public. La polka Leichtes Blut ne faisant pas partie des œuvres du carnaval passé, Johann Strauss l'écrit spécialement pour la revue de ce carnaval pour deux raisons : d'une part, ses deux frères Josef et Eduard y sont chacun représentés avec leurs œuvres, ce qui agace l'ambitieux Johann, et d'autre part, il a besoin d'une œuvre brillante pour sa représentation prévue à Paris à l'occasion de l'exposition universelle de 1867. La pièce obtient un grand succès tant à Vienne qu'à Paris et devient vite l'une des pièces les plus populaires de Johann Strauss. 

## Durée
Le temps de lecture sur le CD répertorié en référence est de 2 minutes et 45 secondes. Ce temps peut varier quelque peu en fonction de l'interprétation musicale du chef d'orchestre. 

## Postérité
- En 1899, Adolf Müller utilise des parties de cette œuvre dans son opérette Wiener Blut qu'il compose sur des motifs de Johann Strauss (fils).
- La pièce est souvent jouée lors du célèbre concert du nouvel an à Vienne : en 1940 (Clement Krauss), 1955 (Willi Boskovsky), 1961 (Willi Boskovsky), 1967 (Willi Boskovsky), 1970 (Willi Boskovsky), 1975 (Willi Boskovsky), 1976 (Willi Boskovsky), 1979 (Willi Boskovsky), 1981 (Lorin Maazel), 1986 (Lorin Maazel), 1988 (Claudio Abbado), 2003 (Nikolaus Harnoncourt) et 2018 (Riccardo Mutti).